# Caudron C.280
Caudron C.280 Phalène — «Мотылёк» — французский многоцелевой самолёт, выпускавшийся компанией Caudron в 1930-х годах.

## История
Самолёт представлял собой одномоторный подкосный высокоплан смешанной конструкции (силовой набор из дерева, передняя часть фюзеляжа обшита фанерой, остальная — полотном) с неубирающимся шасси. Пилот и два или три пассажира размещались в закрытой кабине.
В рекламных целях были организованы несколько дальних перелётов, что не замедлило сказаться на его популярности на гражданском рынке. ВВС Франции также приобрели около 50 экземпляров, получивших обозначениями C.400 и C.410.
Во время Гражданской войны в Испании частный Caudron C.286 был реквизирован властями республиканцев, и использовался в их военно-воздушных силах, пока не оказался захвачен войсками франкистов, которые также применяли его в качестве самолёта связи и разведчика.

## Модификации

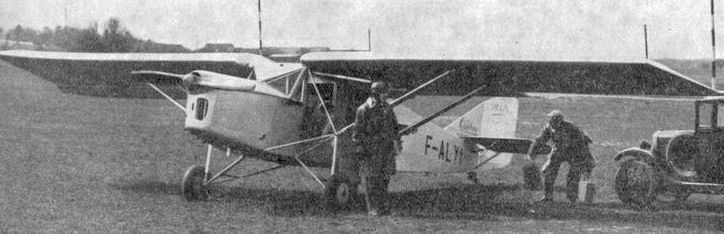
Caudron C.280 Phalène, фото из журнала L'Aerophile, май 1932 года.

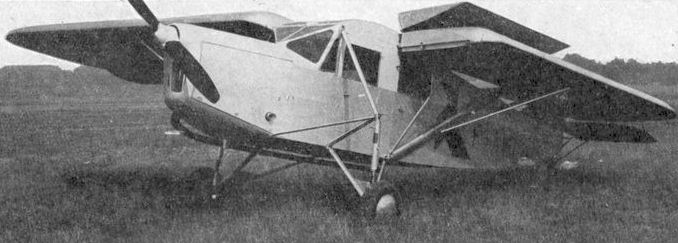
Caudron C.286 на парижском Авиасалоне 1932 года.

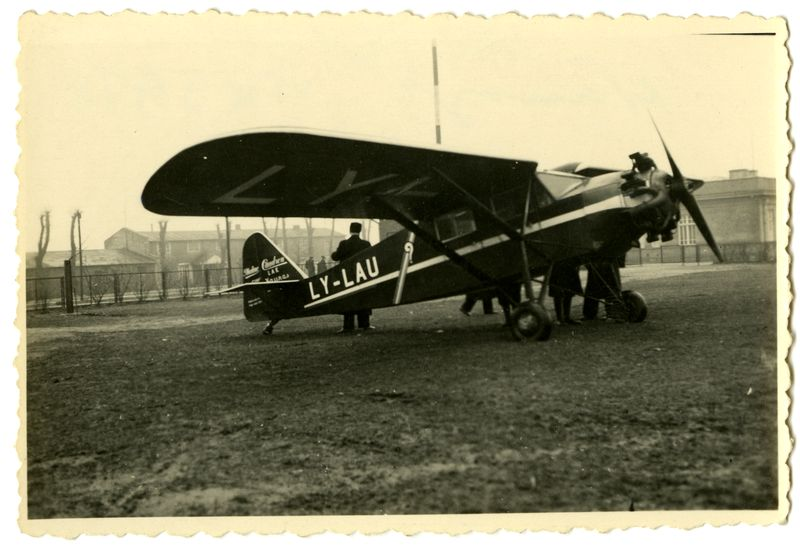
Caudron C.280 Phalene аэроклуба Литвы, после марта 1936 г.

- C.280 — прототипы с двигателем de Havilland Gipsy II. (построено 5 шт.);
  - C.280/2 — двигатель Renault 4Pdi, 145 л. с. 108 кВт. (21 шт.);
  - C.280/6 — округлые законцовки крыла. (1 шт.).
  - C.280/9 — фюзеляж удлинён на 20 см. (3 шт.)
- C.282 Super Phalene — двигатель de Havilland Gipsy Major. (11 шт.).
  - C.282/4 — дублированное управление, автоматические щели и закрылки. (9 шт.)
  - C.282/8 — Основная серийная модификация, Renault 4, 145 л. с. (108 кВт). Схож с модификацией C.282/2. (построено 89 экземпляров и ещё 3 переделаны)
  - C.282/10 — винт Merville 601.
- C.286 — двигатель de Havilland Gipsy III. (11 шт.)
  - C.286/2 округлые законцовки крыла. (10 шт.)
  - C.286/2.S4 и C.286/3.S4' — модификация в варианте исполнения «люкс» с двигателем de Havilland Gipsy Major I. (10 шт.);
  - C.282/4 Super-Phalene — (5 шт.);
  - C.286/5 Super-Phalène — de Havilland Gipsy III. (1 шт.);
  - C.286/6 Super-Phalène — de Havilland Gipsy Major, винт Merville 501. (5 шт.);
  - C.286/7 Super-Phalene — ВИШ Ratier 1175. (8 шт.);
  - C.286/8 Super-Phalène — фюзеляж удлинён, de Havilland Gipsy Major. (4 шт.);
  - C.286/9 Super-Phalene — фюзеляж укорочен. (1 шт.);
- C.289/2 — звездообразный двигатель Hispano-Suiza 5Q, 150 л. с. (112 кВт). (5 шт.);
- C.400 — военная модификация. 40 самолётов построены для ВВС Франции;
  - C.401 — послевоенные переделки C.400 в гражданский вариант;
- C.410 — военная модификация с двигателем Renault 4Pdi 140 л. с. (104 кВт). (11 шт.).

## Операторы
Франция
- ВВС Франции

 Республиканская Испания
- Испанская республиканская авиация

Caudron C.286, ранее гражданский EC-ZZZ
 Франкистская Испания
- ВВС франкистской Испании

 Бельгийское Конго
- Force Publique[2]

 Литва
- Аэроклуб Литвы (LY-LAU)

## Тактико-технические характеристики (C.282/6)

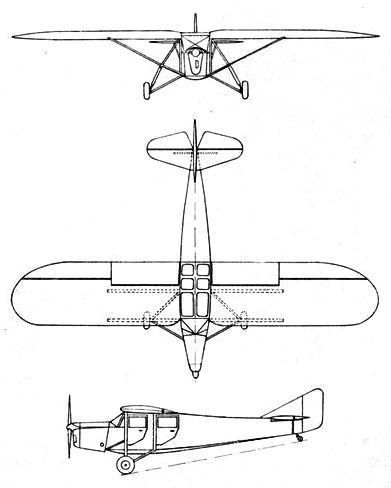
Схема Caudron C.286 из журнала L’Aerophile, 1932

Технические характеристики
- Экипаж: 1
- Пассажировместимость: 2-3
- Длина: 8,25 м
- Размах крыла: 11,62 м
- Высота: 2,05 м
- Площадь крыла: 25,4 м2
- Масса пустого: 550 кг
- Нормальная взлётная масса: 1 100 кг
- Силовая установка: 1 × воздушных Renault 4Pdi
- Мощность двигателей: 1 × 150 л.с. (1 × 108 кВт)

Лётные характеристики
- Максимальная скорость: 185 км/ч
- Практическая дальность: 850 км
- Практический потолок: 4 500 м

## Самолёт в массовой культуре

### В сувенирной и игровой индустрии
Известны модели Caudron C.280, выпускаемые следующими компаниями:
- Dujin: DA72105 °C.400 1:72[3]